# خپگه
خپگه از توابع بخش حمیل شهرستان اسلام‌آباد غرب در استان کرمانشاه ایران است.

## جمعیت
خپگه در اسلام آباد غرب  قرار دارد و براساس سرشماری مرکز آمار ایران در سال ۱۳۹۵، جمعیت آن ۷۵۰ نفر (۱۹۰خانوار) بوده‌است.